# الرابطة الإسلامية الباكستانية (ف)
الرابطة الإسلامية الباكستانية (ف) (بالأردوية: پاکستان مسلم لیگ (ف))‏ هو حزب سياسي في باكستان يرتبط في المقام الأول مع الزعيم الديني السندى بير باجارا. أسسته فاطمة جناح في عام 1985 عندما قررت المؤسسة الباكستانية جعل محمد خان جونيجو رئيسًا للرابطة الإسلامية الباكستانية، فرفض بير باجارا، وشكل حزبه الخاص.
في الانتخابات العامة الباكستانية عام 2002 فاز الحزب بـ 1.1٪ من الأصوات الشعبية و4 مقاعد من أصل 272 مقعد. وفي مايو 2004 اندمج الحزب مع الجماعة الإسلامية الباكستانية (ق)، ثم انفصلا بعد شهرين في يوليو 2004. وفي الانتخابات العامة الباكستانية لعام 2008 فاز الحزب بأربعة مقاعد، وحصل على مقعد واحد محجوز للنساء ليرتفع إجمالي المقاعد إلى 5 مقاعد في المجلس الوطني الباكستاني. كما فاز الحزب بـ 8 مقاعد في مجالس المحافظات في السند و3 مقاعد في البنجاب. وفي سبتمبر 2010 اتحد مع الجماعة الإسلامية الباكستانية (ق) ليشكلا الرابطة الإسلامية لعموم باكستان.
وفي الانتخابات العامة الباكستانية لعام 2013 فاز بستة مقاعد في الجمعية الوطنية و10 مقاعد في الجمعية الإقليمية للسند، وانضم إلى حكومة نواز شريف. وفي الانتخابات العامة الباكستانية لعام 2018 قاد الحزب تحالفًا جديدًا باسم التحالف الديمقراطي الكبير مع حركة عوامي القومية، وحزب الشعب الوطني، وحزب الشعب الباكستاني العمالي، وحزب الشعب الباكستاني (شهيد بوتو)، وجبهة السند الوطنية.

## التاريخ الانتخابي

### انتخاباتالمجلس الوطني الباكستاني
| الانتخابات | الأصوات   | ٪     | المقاعد | +/– |
| ---------- | --------- | ----- | ------- | --- |
| 2002       | 328,137   | 1.1٪  | 5 / 342 | ▲ 5 |
| 2008       | 685,684   | 1.98٪ | 5 / 342 |     |
| 2013       | 1,072,846 | 2.36٪ | 6 / 342 | ▲ 1 |
| 2018       | 72,553    | 0.14٪ | 0 / 342 | ▼ 6 |